# 212991 Garcíalorca
212991 Garcíalorca è un asteroide della fascia principale. Scoperto nel 2009, presenta un'orbita caratterizzata da un semiasse maggiore pari a 2,2481982 UA e da un'eccentricità di 0,0474217, inclinata di 6,88052° rispetto all'eclittica.
È dedicato a Federico García Lorca, celebre scrittore e poeta spagnolo.